# デイラマーン (都市)
デイラマーン（ペルシア語: ديلمان、Deylamān）は、イランの都市。「ダイラム」「デイラム」「ダイラマーン」とも表記される。ギーラーン州スィヤーキャル郡に属する。標高約1,450mの地点に位置する。2006年当時の人口は1,261人、374世帯。
デイラマーンではイラン語群に属するガーレシュ語、タート語が話されているほか、ペルシア語、ギラキ語（ギーラーン語）も通用する。
夏季は冷涼であり、気温が低い冬季には積雪も観測される。町の周辺では遊牧、林業、小規模農業が営まれ、麦や蔬菜が農産物の中心となっている。